# Santa Catarina de Cuevas
Santa Catarina de Cuevas är en ort i Mexiko.   Den ligger i kommunen Guanajuato och delstaten Guanajuato, i den centrala delen av landet, 280 km nordväst om huvudstaden Mexico City. Santa Catarina de Cuevas ligger 1 866 meter över havet och antalet invånare är 769.
Terrängen runt Santa Catarina de Cuevas är platt åt sydväst, men åt nordost är den kuperad. Runt Santa Catarina de Cuevas är det tätbefolkat, med 356 invånare per kvadratkilometer. Närmaste större samhälle är Guanajuato, 9,8 km norr om Santa Catarina de Cuevas. Trakten runt Santa Catarina de Cuevas består till största delen av jordbruksmark.